# Вилла Эббингауз-Мёльман
Вилла Эббингауз-Мёльман (нем. Villa Ebbinghaus-Möllmann) — здание в стиле позднего классицизма, расположенное в городе Изерлон и являющееся памятником архитектуры города; было построено в 1870 году по проекту изерлонского архитектора Отто Шмидта и расширено в 1905 году.

## История и описание
Вилла Эббингауз-Мёльман расположена посреди обширного сада в центре города Изерлон: по адресу улица Гартенштрассе, дом 39 — в нескольких домах от виллы Вессель. Оштукатуренное основное здание виллы Эббингауз-Мёльман, с характерным для позднего классицизма мезонином, было построено в 1870 году по проекту изерлонского архитектора Отто Шмидта для предпринимателя-металлурга Хуго Эббингауза (похожее здание виллы Карла Витте, возможно, также было построено Шмидтом). Уже в XX веке, в 1905 году, архитектор Август Дойкер по заказу Пола Мёлманна расширил здание, пристроив к нему зимний сад. Внешние стены первого этажа дома обработаны «под шубу», а верхний этаж оштукатурен гладко. Фасад виллы имеет ризалит. Внутренние помещения спроектированы симметрично, а оформление их интерьеров появилось в результате реконструкции 1905 года. Комнаты на верхнем этаже обшиты панелями — крыша дома является застекленной. 2 июня 1986 года здание было включено в список городских архитектурных памятников (LWL-Nr. 24); по состоянию на начало XXI века, здание использовалось как городская музыкальная школа.